# Reviews of Modern Physics
Reviews of Modern Physics è una rivista scientifica a revisione paritaria pubblicata trimestralmente dall'American Physical Society. Fu istituita nel 1929 e l'attuale caporedattore è Michael Thoennessen. La rivista pubblica review article (articoli dove vengono analizzati una moltitudine di altri articoli sullo stesso argomento), solitamente di ricercatori esperti, su tutti gli aspetti della fisica e dei campi correlati.